# Olympische Sommerspiele 1936/Wasserspringen – Kunstspringen Einzel (Frauen)
Das Kunstspringen vom 3-m-Brett der Frauen bei den Olympischen Spielen 1936 in Berlin wurde am 12. August 1936 im Olympia-Schwimmstadion ausgetragen.
Gezeigt werden mussten drei Pflicht- und vier Kürsprünge. Die Pflichtsprünge waren ein Salto vorwärts mit Anlauf, ein Kopfsprung rückwärts aus dem Stand und ein Auerbachsprung mit Anlauf. In der Sprungtabelle für die Kür standen 14 Sprünge, davon mit dem höchsten Schwierigkeitsgrad von 2,0 der Auerbachsalto mit Anlauf und der anderthalb Salto vorwärts, rücklings, gehechtet oder gehockt. Die US-Amerikanerin Marjorie Gestring gewann die Goldmedaille und wurde im Alter von 13 Jahren und 266 Tagen die jüngste Olympiasiegerin überhaupt. 

## Ergebnisse
| Rang | Athlet                 | Nation             | Punkte |
| ---- | ---------------------- | ------------------ | ------ |
| 1    | Marjorie Gestring      | Vereinigte Staaten | 89,27  |
| 2    | Katherine Rawls        | Vereinigte Staaten | 88,35  |
| 3    | Dorothy Poynton        | Vereinigte Staaten | 82,36  |
| 4    | Gerda Daumerlang       | Deutsches Reich    | 78,27  |
| 5    | Olga Jensch-Jordan     | Deutsches Reich    | 77,98  |
| 6    | Masayo Ōsawa           | Japan              | 73,94  |
| 7    | Suse Heinze            | Deutsches Reich    | 71,49  |
| 8    | Fusako Kōno            | Japan              | 70,27  |
| 9    | Betty Slade            | Großbritannien     | 69,95  |
| 10   | Lynda Adams            | Kanada             | 67,44  |
| 11   | Inger Nordbø           | Norwegen           | 65,94  |
| 12   | Magdalena Staudinger   | Österreich         | 65,76  |
| 13   | Katinka Larsen         | Großbritannien     | 64,00  |
| 14   | Annie Villiger         | Schweiz            | 62,38  |
| 15   | Thelma Boughner        | Kanada             | 60,04  |
| 16   | Cecile Lesprit-Poirier | Frankreich         | 58,86  |